# الحركة الوطنية الشعبية الليبية
الحركة الوطنية الشعبية الليبية هي حركة سياسية أسسها مسؤولون ليبيون سابقون في 15 فبراير 2012. وكان أول أمين عام لها هو اللواء خويلدي الحميدي، وهو عضو سابق في مجلس قيادة الثورة، ابنته متزوجة من الساعدي القذافي. مُنعت الحركة من المشاركة في انتخابات 2012.